# Carlos Valdés (actor)
Carlos Valdés (Cali, 20 de abril de 1989) es un actor, músico, cantante y compositor colombiano, conocido por interpretar el papel de Cisco Ramón/Vibe en la serie de televisión The Flash y otros programas relacionados con Arrowverso.

## Biografía
Pasó su infancia en el estado de Georgia.
Estudió en la Universidad de Míchigan -en Chicago (Illinois)- junto con los actores del grupo de teatro StarKid Productions (2009-).
En 2009, después de graduarse, Valdés se dedicó enteramente al teatro.
Entre 2009 y 2011 participó en las producciones teatrales de High School Musical y The Wedding Singer, antes de protagonizar en la gira nacional de Jersey Boys.
Desde marzo de 2012 hasta marzo de 2014 interpretó el papel de Andréi en el musical Once ―donde ejecutó piano, guitarra, ukelele, bajo eléctrico y percusión― En 2013 el musical fue nominado a los premios Tony.
En 2014, Carlos Valdés hizo su debut en televisión en la serie estadounidense The Flash, donde interpreta a Cisco Ramón, un peculiar genio de la ingeniería. Cisco es parte del equipo de S.T.A.R. Labs., junto con el Dr. Harrison Wells (Tom Cavanagh) y Caitlin Snow (Danielle Panabaker), que ayudan a Barry Allen (interpretado por el actor Grant Gustin) con sus recién descubiertos superpoderes.
En junio de 2015, se reveló que Valdés brindó su voz al personaje Cisco Ramón en la serie animada Vixen.

### Vida privada
Carlos Valdés reside actualmente en la ciudad de Nueva York

## Filmografía
| Año         | Serie                     | Personaje                    | Notas                        |
| ----------- | ------------------------- | ---------------------------- | ---------------------------- |
| 2014 - 2018 | Arrow                     | Cisco Ramón                  | 6 Episodios                  |
| 2014 - 2021 | The Flash                 | Cisco Ramón/Vibe/Reverb/Echo | Elenco principal             |
| 2015-2016   | Vixen                     | Cisco Ramón                  | 2 episodios, Voz , Webseries |
| 2016 - 2017 | DC's Legends of Tomorrow  | Cisco Ramón/Vibe             | 3 Episodios                  |
| 2016 - 2018 | Supergirl                 | Cisco Ramón/Vibe             | 3 Episodios                  |
| 2017        | Freedom Fighters: The Ray | Cisco Ramón/Vibe             | 3 episodios, Voz , Webseries |
| 2018        | Tom and Grant             | Lady Passerby                | Cortometraje                 |
| 2022        | Gaslit                    | Paul Magallanes              | Miniserie, 6 episodes        |
| 2023        | Starfield (videojuego)    | Matteo Khatri                | Como actor de voz            |

## Discografía
- 2013: Space Age, álbum de funk, en que Carlos Valdés compuso todas las canciones, cantó, hizo los coros, e interpretó piano eléctrico, guitarra eléctrica, batería, percusión.[7][8][9]

| Space Age |                                      |                                         |          |  |
| N.º       | Título                               | Escritor(es)                            | Duración |  |
| 1.        | «Funkin' For Fun (Parliament Cover)» | G. Clinton/G. Shider/G. Goins/C. Valdés | 4:56     |  |
| 2.        | «New World»                          | C. Valdés                               | 4:28     |  |
| 3.        | «Masquer Bait»                       | C. Valdés                               | 4:36     |  |
| 4.        | «We Gotta Find Brian»                | C. Valdés                               | 3:02     |  |
| 5.        | «Journey's End»                      | C. Valdés                               | 5:41     |  |
| 6.        | «The Monkey With the Glasses»        | C. Valdés                               | 5:53     |  |